# Harriet Taylor
Harriet Alexandra Emily Taylor (* 14. Februar 1994 in Islington, London) ist eine ehemalige britische Ruderin. 2019 war sie Europameisterschaftszweite im Achter und 2021 Europameisterschaftsdritte im Vierer ohne Steuerfrau. 2024 gewann sie die olympische Bronzemedaille im Achter.

## Karriere
Harriet Taylor besuchte die Sir William Perkins’s School in Chertsey und studierte von 2013 bis 2017 an der Syracuse University in den Vereinigten Staaten. Nach ihrer Rückkehr ins Vereinigte Königreich ruderte Taylor für den Leander Club.
Die 1,82 Meter große McKellar gewann ihre erste internationale Medaille bei den U23-Weltmeisterschaften 2015 in Plowdiw, als sie die Bronzemedaille im Achter erhielt. Im Jahr darauf belegte sie mit dem britischen Vierer ohne Steuerfrau den vierten Platz bei den U23-Weltmeisterschaften in Rotterdam. 2017 trat sie mit dem britischen Vierer im Ruder-Weltcup an. 2018 wurden die Europameisterschaften in Glasgow ausgetragen. Zusammen mit Rowan McKellar erreichte sie den fünften Platz im Zweier ohne Steuerfrau. Bei den Weltmeisterschaften 2018 in Plowdiw belegten die beiden Britinnen als Siegerinnen des B-Finales den siebten Platz. 2019 ruderten McKellar und Taylor im britischen Achter und gewannen in dieser Bootsklasse bei den Europameisterschaften in Luzern die Silbermedaille hinter den Rumäninnen. Bei den Weltmeisterschaften 2019 in Linz/Ottensheim belegte der britische Achter den fünften Platz.
Nachdem die Britinnen 2020 wegen der COVID-19-Pandemie nicht bei den Europameisterschaften antraten, erkämpften 2021 Rowen McKellar, Harriet Taylor, Karen Bennett und Rebecca Shorten die Bronzemedaille im Vierer bei den Europameisterschaften in Varese hinter den Niederländerinnen und den Irinnen. Bei den erst 2021 ausgetragenen Olympischen Spielen in Tokio gewannen die Britinnen nach einem vierten Platz im Vorlauf den Hoffnungslauf und erreichten damit das A-Finale. Mit einer Sekunde Rückstand auf die drittplatzierten Irinnen belegten die Britinnen den vierten Platz in der Gesamtwertung.
Nach einem Jahr Pause gewann Harriet Taylor 2023 mit dem Achter Silber bei den Europameisterschaften in Bled. Drei Monate später folgte der vierte Platz bei den Weltmeisterschaften in Belgrad. 2024 bei den Europameisterschaften in Szeged belegte der britische Achter mit Heidi Long, Rowan McKellar, Holly Dunford, Eve Stewart, Lauren Irwin, Emily Ford, Harriet Taylor, Annie Campbell-Orde und Steuermann Henry Fieldman den zweiten Platz mit drei Sekunden Rückstand auf die Rumäninnen. Bei den Olympischen Spielen in Paris siegten ebenfalls die Rumäninnen, hinter den Kanadierinnen gewann der britische Achter in der gleichen Besetzung wie bei den Europameisterschaften die Bronzemedaille.